# 마리아멜리 세니에르
마리아멜리 세녜(Marie-Amélie Seigner, 프랑스어 발음: [sɛɲe], 1973년 7월 18일 ~ )는 프랑스의 싱어송라이터이다.